# Coriocella safagae
Coriocella safagae is een slakkensoort uit de familie van de Velutinidae. De wetenschappelijke naam van de soort is voor het eerst geldig gepubliceerd in 1999 door Wellens.